# Bahnstrecke Stendal–Tangermünde
| |                      |                                               |                                               |
| Streckennummer: | 6894                 |                                               |                                               |
| Kursbuchstrecke (DB): | 269                  |                                               |                                               |
| Kursbuchstrecke: | 185d (1934)          |                                               |                                               |
| Streckenlänge: | 13,4 km              |                                               |                                               |
| Spurweite: | 1435 mm (Normalspur) |                                               |                                               |
| Streckengeschwindigkeit: | 80 km/h              |                                               |                                               |
| Zugbeeinflussung: | PZB                  |                                               |                                               |
| |                      |                                               |                                               |
| \| \| \| von Hannover, Uelzen und Wittenberge \| \| \| \| 0,0 \| Stendal Hbf \| Stendal Hbf \| \| \| \| Alstom (AW Stendal), ehemals nach Borstel \| \| \| \| \| nach Magdeburg und Berlin \| \| \| \| 1,1 \| Stendal Vorbf \| Stendal Vorbf \| \| \| \| nach Arendsee \| \| \| \| 3,4 \| Bindfelde \| Bindfelde \| \| \| \| Schnellfahrstrecke Hannover–Berlin \| \| \| \| 6,9 \| Miltern \| Miltern \| \| \| 9,3 \| Tangermünde West \| Tangermünde West \| \| \| \| Kleinbahn Tangermünde–Lüderitz \| \| \| \| 10,2 \| Tangermünde (ehem. Bf) \| Tangermünde (ehem. Bf) \| \| \| \| nach Fischbeck \| \| \| \| 13,4 \| Tangermünde Ladestellen am Elb- und Hafenufer \| Tangermünde Ladestellen am Elb- und Hafenufer \| |                      |                                               |                                               |
| Strecke |                      | von Hannover, Uelzen und Wittenberge          | von Hannover, Uelzen und Wittenberge          |
| Bahnhof | 0,0                  | Stendal Hbf                                   | Stendal Hbf                                   |
| Abzweig geradeaus und nach links |                      | Alstom (AW Stendal), ehemals nach Borstel     | Alstom (AW Stendal), ehemals nach Borstel     |
| Abzweig geradeaus, nach links und nach rechts |                      | nach Magdeburg und Berlin                     | nach Magdeburg und Berlin                     |
| Haltepunkt / Haltestelle | 1,1                  | Stendal Vorbf                                 | Stendal Vorbf                                 |
| Abzweig geradeaus und ehemals nach links |                      | nach Arendsee                                 | nach Arendsee                                 |
| Haltepunkt / Haltestelle | 3,4                  | Bindfelde                                     | Bindfelde                                     |
| Kreuzung geradeaus unten |                      | Schnellfahrstrecke Hannover–Berlin            | Schnellfahrstrecke Hannover–Berlin            |
| Haltepunkt / Haltestelle | 6,9                  | Miltern                                       | Miltern                                       |
| Haltepunkt / Haltestelle | 9,3                  | Tangermünde West                              | Tangermünde West                              |
| Abzweig geradeaus und ehemals von rechts |                      | Kleinbahn Tangermünde–Lüderitz                | Kleinbahn Tangermünde–Lüderitz                |
| Haltepunkt / Haltestelle Strecke ab hier außer Betrieb | 10,2                 | Tangermünde (ehem. Bf)                        | Tangermünde (ehem. Bf)                        |
| Abzweig geradeaus und nach links (Strecke außer Betrieb) |                      | nach Fischbeck                                | nach Fischbeck                                |
| | 13,4                 | Tangermünde Ladestellen am Elb- und Hafenufer | Tangermünde Ladestellen am Elb- und Hafenufer |

Die Bahnstrecke Stendal–Tangermünde ist eine Nebenbahn in Sachsen-Anhalt. Sie führt vom Eisenbahnknotenpunkt Stendal in der Altmark nach Tangermünde an der Elbe. Erbaut und betrieben wurde sie von der 1884 gegründeten Stendal-Tangermünder Eisenbahn-Gesellschaft.

## Geschichte

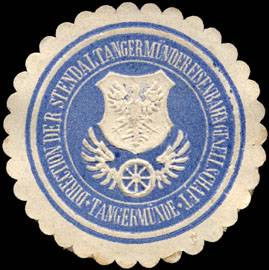
Siegelmarke der Stendal-Tangermünder Eisenbahngesellschaft

Hauptaktionäre der Stendal-Tangermünder Eisenbahn-Gesellschaft waren die Stadt Tangermünde mit 51 Prozent und die dortige Zuckerraffinerie mit 39 Prozent des Kapitals. Dieses Verhältnis änderte sich bis in die Jahre 1946/47 nicht wesentlich. Dann übernahm die Provinz Sachsen die Bahn und gliederte sie in die Sächsischen Provinzbahnen GmbH ein. Im April 1949 wurde sie Teil der Deutschen Reichsbahn und gehört nunmehr zur Deutschen Bahn AG.

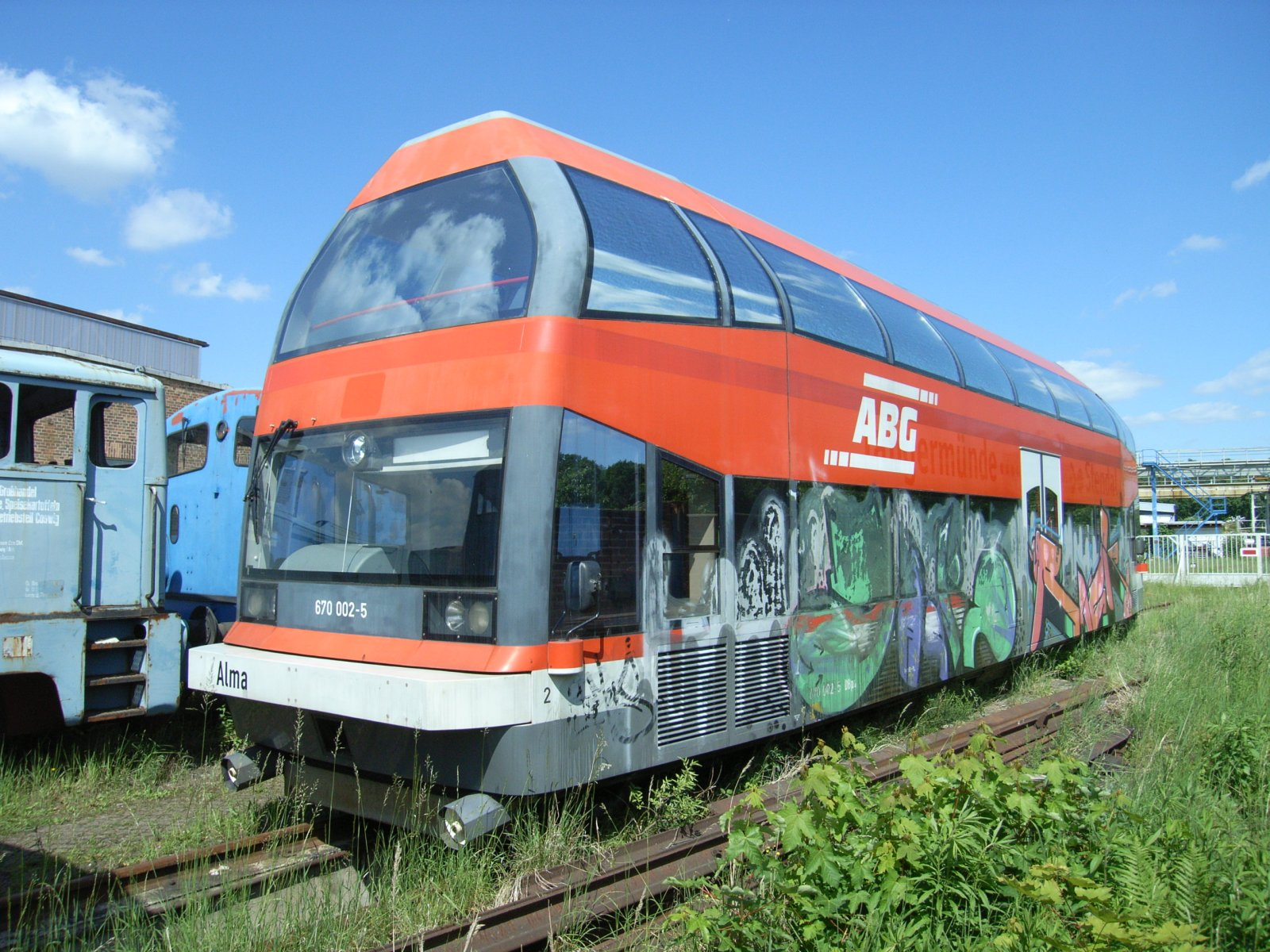
Ehemals auf der Strecke eingesetzter Doppelstocktriebwagen der Baureihe 670

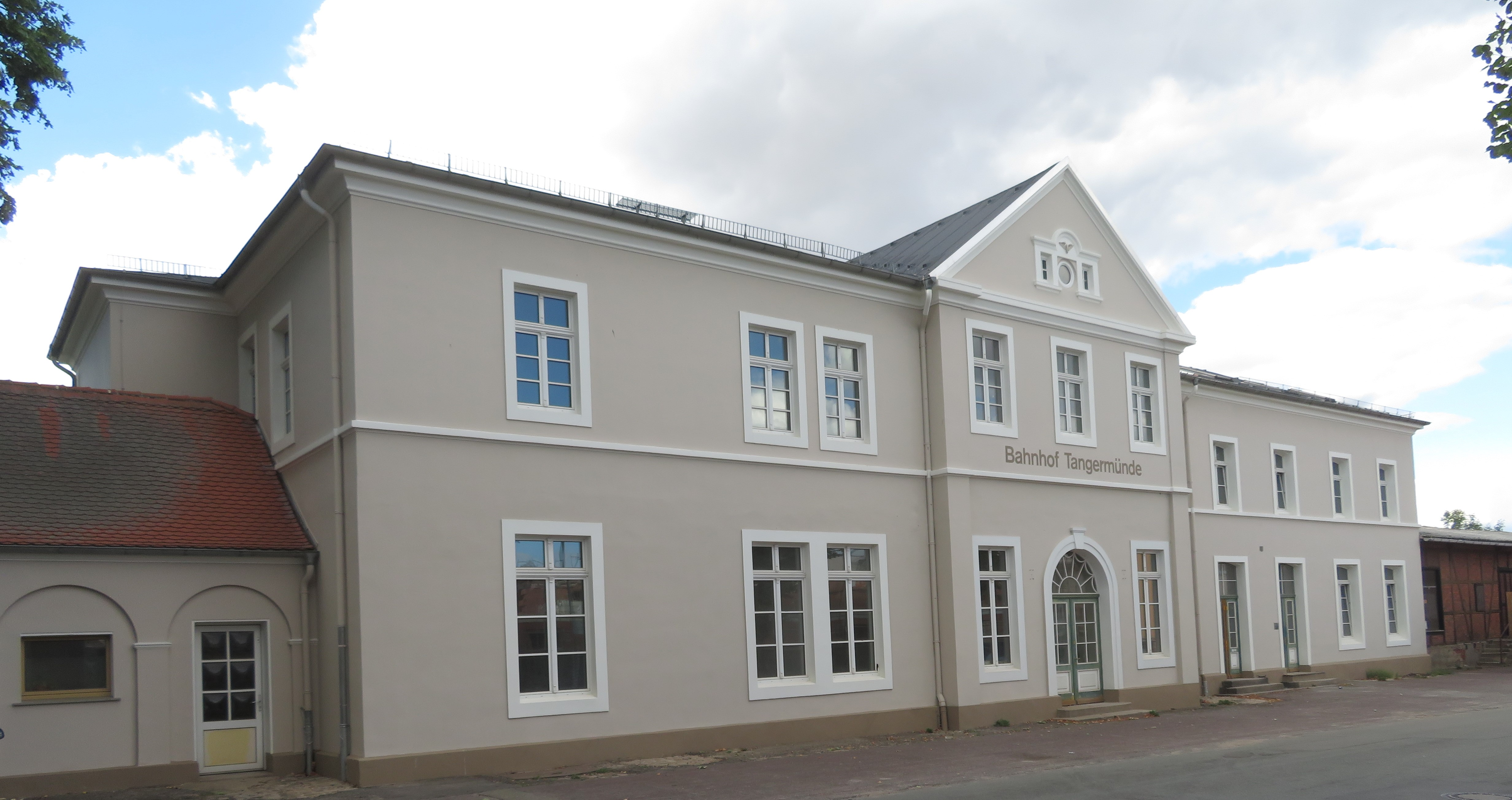
Bahnhof Tangermünde

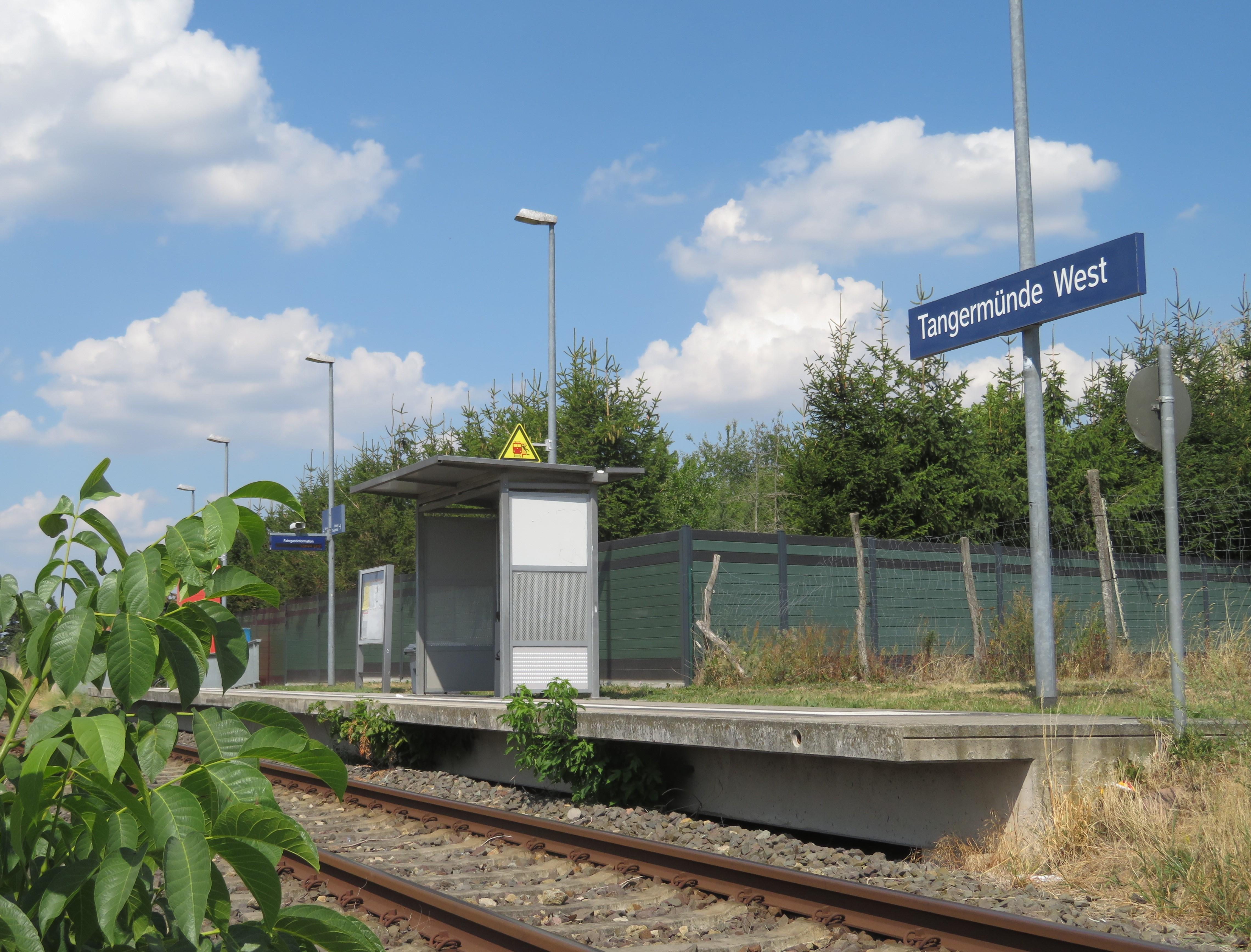
Haltepunkt Tangermünde West

Die zehn Kilometer lange normalspurige Strecke wurde am 1. April 1886 für den Güterverkehr und wenige Tage später, am 7. April, für den Personenverkehr eröffnet. Anfangs wurden fünf bis acht Zugpaare täglich angeboten. Erst in jüngster Zeit hat sich die Zahl der Fahrten mehr als verdoppelt, seit auf der Strecke ein annähernder Stundentakt von und nach Stendal angeboten wird. Zunächst kamen für einige Jahre Doppelstocktriebwagen der Baureihe 670 zum Einsatz, diese wurden jedoch durch die als Baureihe 642 geführten Siemens Desiro Classic ersetzt.
Für den einst bedeutenden Güterverkehr wurden in Tangermünde zwei Anschlussbahnen zum Elbhafen und zur Zuckerfabrik errichtet. Diese Ladestelle wurde im Bahnhofsverzeichnis und im Streckenverzeichnis als Tangermünde Ladestellen am Elb- und Hafenufer aufgeführt. Seit dem Ende 1997 wird kein Güterverkehr mehr angeboten. Die Strecke zum Elbhafen wurde abgebaut. In Tangermünde endet die Bahnlinie jetzt am Haltepunkt Tangermünde an der Bahnhofstraße. Rund 1 km nordwestlich davon halten die Züge bei Bedarf am Haltepunkt Tangermünde West an der Stendaler Straße.

## Aktueller Betrieb
In der letzten Ausschreibung der Verkehrsleistung für die Strecke durch den Nahverkehrsservice Sachsen-Anhalt (NASA) ging die Hanseatische Eisenbahn als Gewinner hervor. Das zur Deutschen Eisenbahn Service AG (DESAG) und der Muttergesellschaft ENON gehörende Unternehmen befährt mit der Marke „HANS“ und Dieseltriebzügen der Baureihen 650 und seltener 672 oder 640 seit Dezember 2018 die Strecke.

## Überlieferung
Die Schriftliche Überlieferung der Stendal-Tangermünder Eisenbahn-Gesellschaft befindet sich in der Abteilung Dessau des Landesarchivs Sachsen-Anhalt.